# Al Ewing
Al Ewing (12 agosto 1977) è un fumettista britannico, noto principalmente per il suo ruolo di scrittore per la Marvel Comics su testate come Immortal Hulk, Mighty Avengers e Ultimates.

## Carriera
Debutta in madrepatria sulla storica testata 2000 A.D., scrivendo storie di personaggi quali Judge Dredd e Zombo. Il suo primo incarico per una grande major americana è la miniserie Iron Man: Fatal Frontier, pubblicata dalla Marvel Comics per il mercato digitale. Per la casa editrice scrive diversi albi tie-in collegati al mondo degli Avengers, per poi diventare lo scrittore della serie regolare Mighty Avengers nella sua terza incarnazione, della serie regolare Loki Agent of Asgard e della miniserie Avengers: Ultron Forever, disegnata da Alan Davis. Nel corso della miniserie evento Secret Wars scrive il tie-in Capitan Bretagna e i Potenti Difensori, nuovamente in coppia con Alan Davis. In seguito, con il rilancio All New All Different Marvel, gli vengono affidate diverse serie regolari, quali Contest of the Champions, New Avengers e Ultimates. Queste ultime due, con l'ulteriore rilancio Marvel NOW!, evolveranno rispettivamente in U.S. Avengers e Ultimates². Nello stesso periodo, diviene lo scrittore di Royals, serie regolare con protagonisti gli Inumani, e di Rocket, con protagonista Rocket Raccoon. Nel 2018, con l'avvento del rilancio Fresh Start, diviene lo scrittore della serie regolare Immortal Hulk, disegnata da Joe Bennett. Nel 2020 diviene il nuovo sceneggiatore della testata Guardiani della Galassia e scrive insieme a Dan Slott l'evento crossover Empyre e relativi tie-in. Nello stesso anno debutta per la casa editrice Boom!Studios con We Only Find Them When They're Dead, disegnato da Simone Di Meo.

## Opere

### Dynamite Entertainment
- The Ninjettes nn.1-6, Al Ewing (testi) e Eman Casallos (disegni), miniserie (conclusa), spin-off della serie Jennifer Blood di Garth Ennis, febbraio-agosto 2012.
- Jennifer Blood Annual n.1, Al Ewing (testi) e Igor Vitorino (disegni), albo unico, prequel della serie Jennifer Blood, luglio 2012.

### Marvel Comics
- Absolute Carnage: Immortal Hulk #1 (2019)
- Avengers #675-690 (2018)
- Avengers vol. 5 #34.1 (2014)
- Avengers: No Road Home #1-10 (2019)
- Avengers: Ultron Forever #1 (2015)
- Avengers Assemble #14-15, 20 (2013)
- Captain America and the Mighty Avengers #1-9 (2015)
- Captain Britain and the Mighty Defenders #1-2 (2015)
- Civil War II: Ulysses #1-6 (2016)
- Contest of Champions #1-10 (2015-2016)
- Crypt of Shadows vol. 2 #1 (2019)
- Defenders: The Best Defense #1 (2019)
- Guardians of the Galaxy vol. 6 #1-current (2020–present)
- Immortal Hulk #1-current (2018–present)
- Immortal Hulk: The Best Defense #1 (2019)
- Infinity Wars: Iron Hammer #1-2 (2018)
- Inhumans Prime #1 (2017)
- Inhumans: Judgement Day #1 (2018)
- Loki: Agent of Asgard #1-17 (2014-2015)
- Marvel Comics #1000-1001 (2019)
- Mighty Avengers vol. 2 #1-14 (2013-2014)
- New Avengers vol. 4 #1-18 (2015-2017)
- New Avengers: Ultron Forever #1 (2015)
- Original Sin #5.1-5.5 (2014)
- Rocket #1-6 (2017)
- Royals #1-12 (2017-2018)
- Secret Warps: Arachknight Annual #1 (2019)
- Secret Warps: Ghost Panther Annual #1 (2019)
- Secret Warps: Weapon Hex Annual #1 (2019)
- Secret Warps: Iron Hammer Annual #1 (2019)
- Secret Warps: Soldier Supreme Annual #1 (2019)
- U.S.Avengers #1-12 (2017-2018)
- Ultimates vol. 2 #1-12 (2016)
- Ultimates 2 vol. 2 #1-9, #100 (2017)
- Uncanny Avengers: Ultron Forever #1 (2015)
- Valkyrie: Jane Foster #1-7 (2019-2020)
- You Are Deadpool #1-5 (2018)

### Boom!Studios
- We Only Find Them When They're Dead (2020 - in corso)